# 植树节

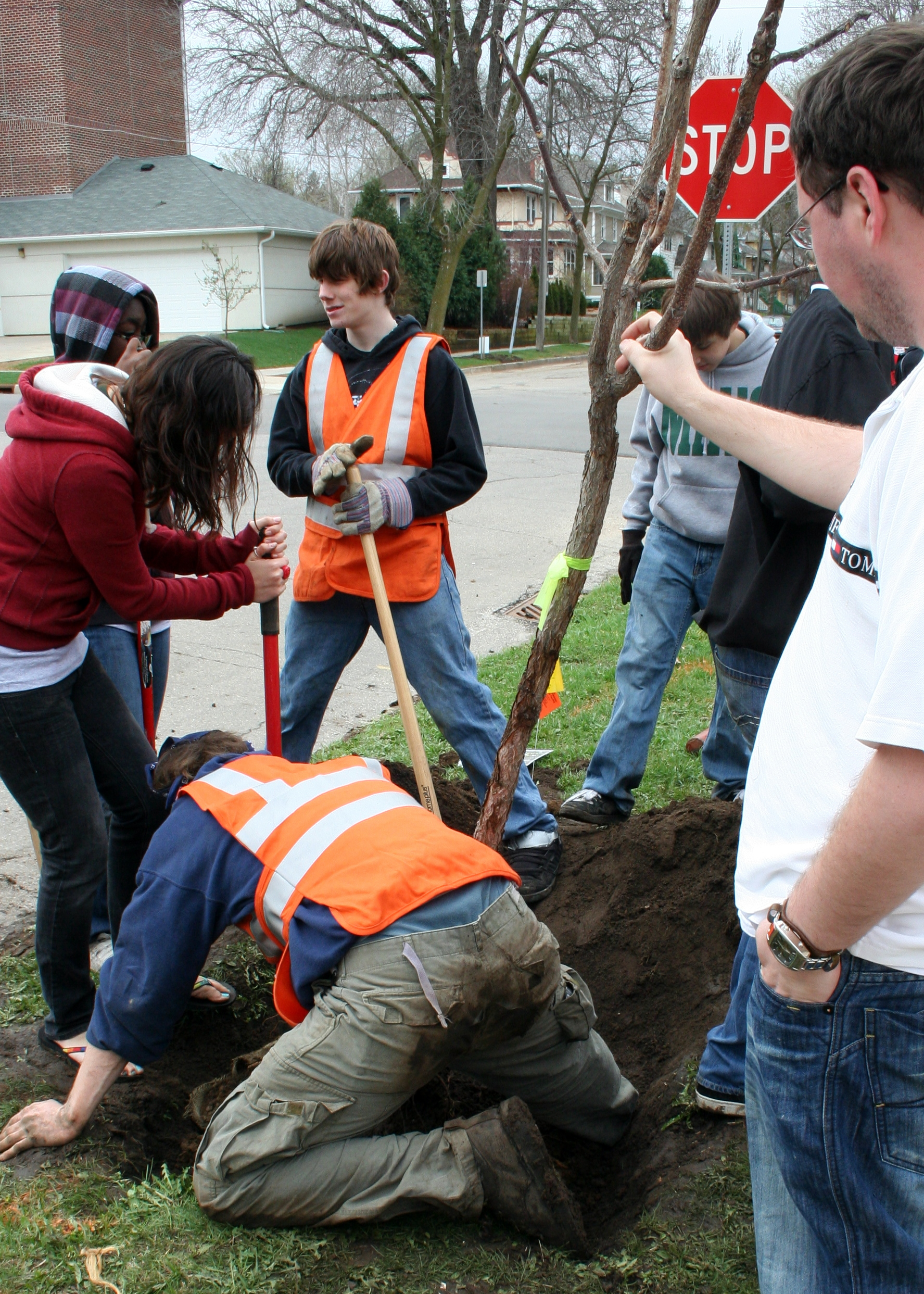
志願者於植樹節植樹在明尼蘇達州羅徹斯特市第一街

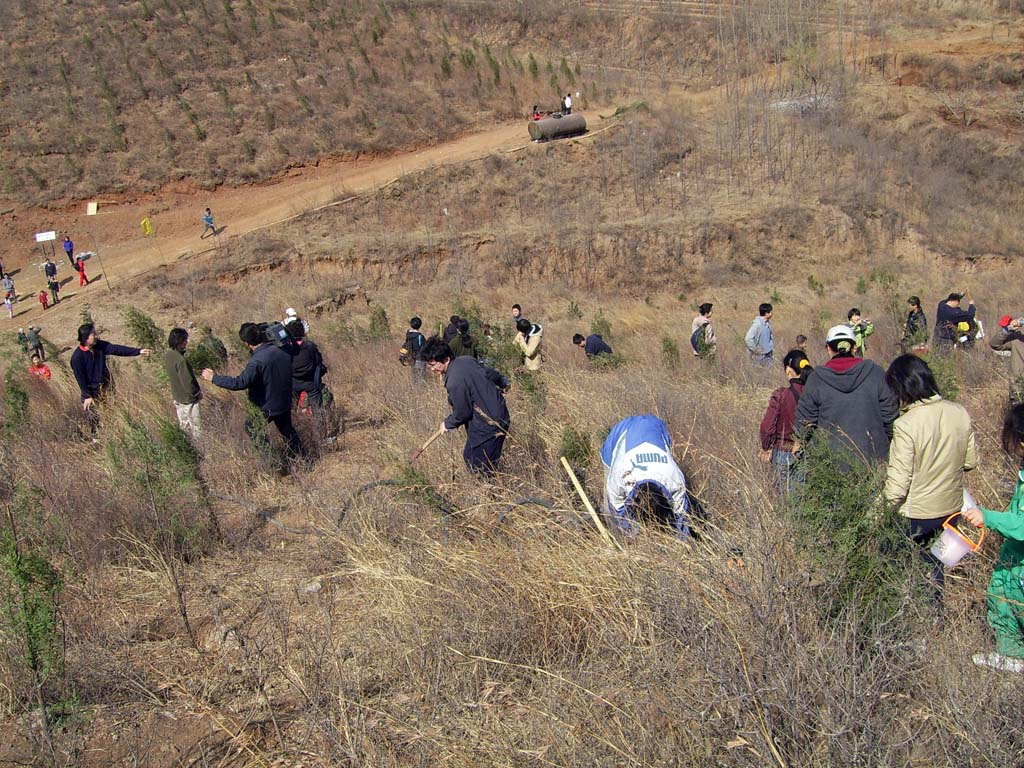
北京市顺义区植树活动

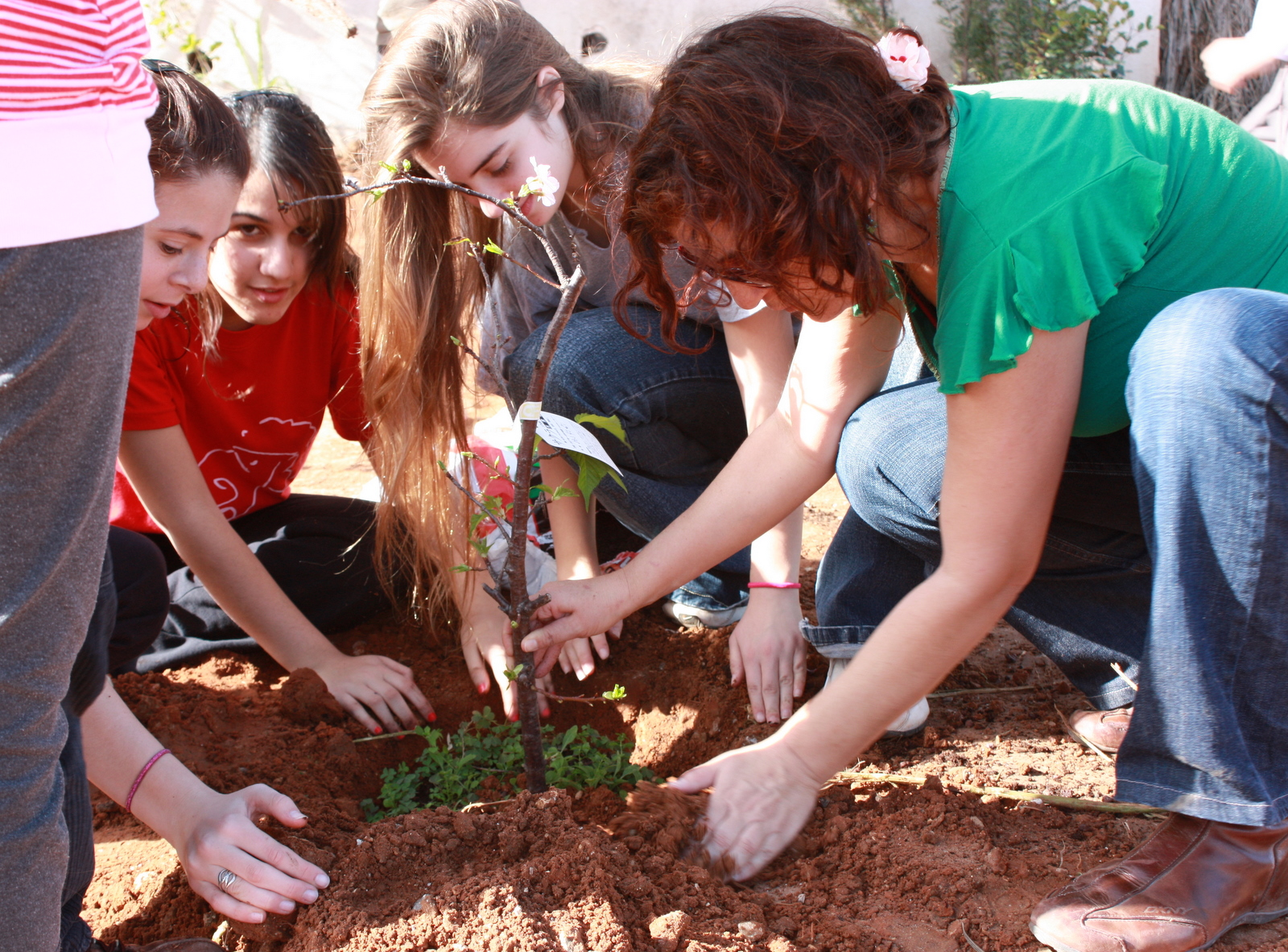
以色列树木的新年日

植树节，是一些国家为激发人们爱林、造林的感情，促进国土绿化，保护人类赖以生存的生态环境，通过立法确定的节日。

## 历史

### 美国
近代最早设立植树节的是美国的内布拉斯加州。1872年4月10日，朱利葉斯·斯特林·莫頓在内布拉斯加州园林协会举行的一次会议上，提出了设立植树节的建议。该州采纳了莫顿的建议，把4月的第3个星期三定为该州的植树节，并于1932年发行世界上首枚植树节邮票，画面为两个儿童在植树。

### 中華民国

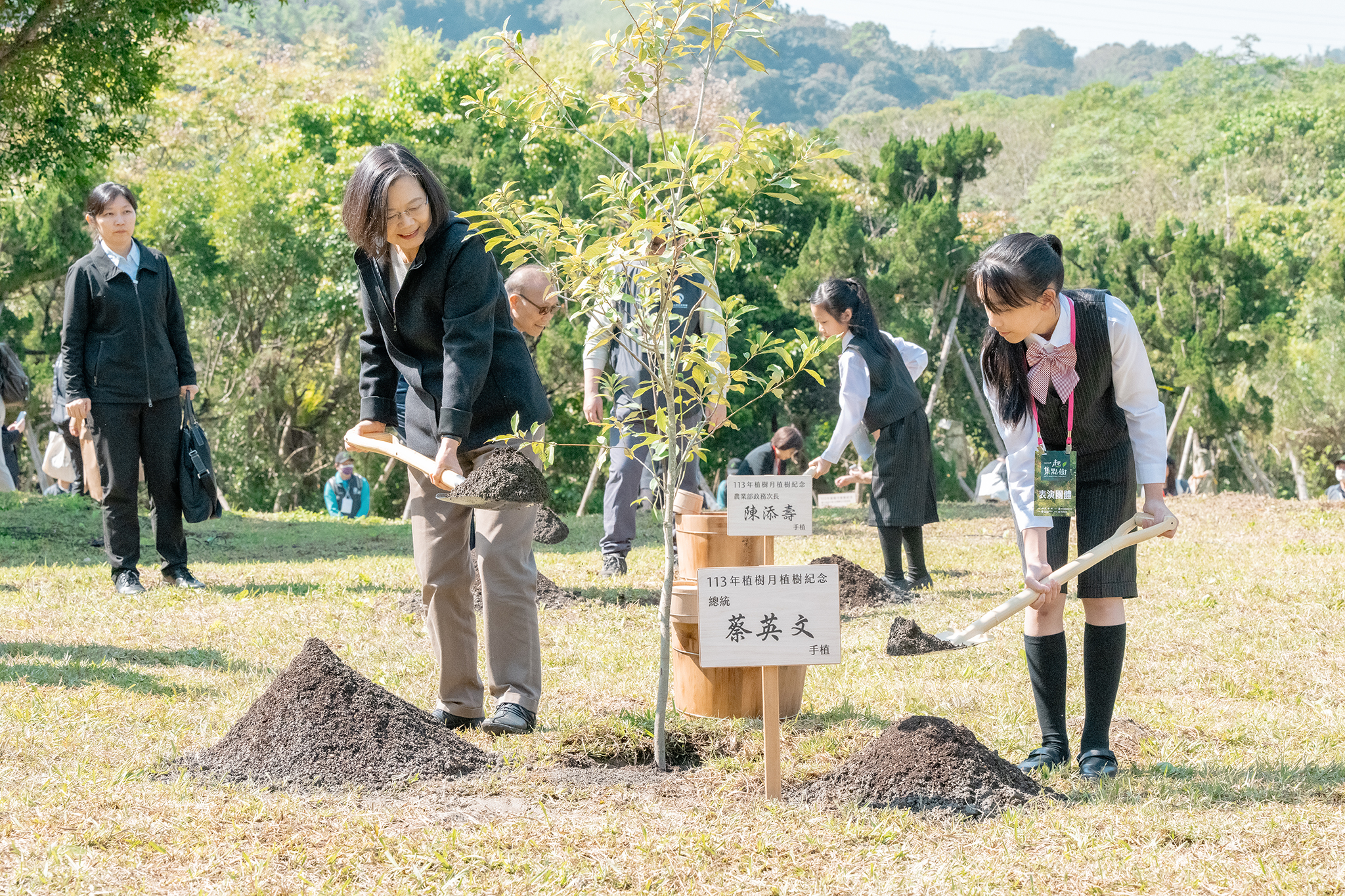
2024年3月，時任中華民國總統蔡英文於國立政治大學與學生參與植樹。

民國4年（1915年）清明节，美国传教士兼林学家裴义理（Joseph Bailie）在南京前往上海的火车上，见农民在坟地上移栽树木，得知风俗“不树者，无椁”。裴得到启发，认为可在清明引导全民植树。同年，參與制定《中華民國森林法》的著名林學家凌道揚，有感於國家林業不振，「重山復嶺，濯濯不毛」的林業現狀，便開始實踐他所提出的《森林救國論》，致力於森林科學的研究和宣傳普及工作。裴义理连同凌道揚、韓安等林學家，上書當時袁世凯的北洋政府，將美國「植樹節」的推行辦法向农商总长张謇提出，希望政府仿效，在中國推行植樹節。由於民间有在清明节植树插柳的习俗，所以裴、凌等林學家倡議以清明節為中國植樹節。同年7月31日，北洋政府批准以清明節為「中國植樹節」。
1916年4月6日清明节，北洋政府在北京西山马金顶举行了中国第一个植树节庆典，同时要求全国各级地方政府部门都要在植树节期间广泛植树造林。这项活动每年照例举行，持续多年，但以后渐渐流于形式。
国民革命军北伐成功之後，民國18年（1929年）國民政府農礦部呈請行政院，鑒於國父孫中山生前積極倡導國家造林運動以改善民生，因此，明訂每年3月12日（即孫中山逝世當天）為植樹節（國民政府和中華民國政府稱該日為“國父逝世紀念日”），並在行政院院會中通過《植樹節舉行造林運動辦法》，通令全國實施。

### 中華人民共和國
1979年2月，中華人民共和国第五届全國人大常委会第六次会议决定，将每年的3月12日定为中華人民共和国的植树节；次年3月12日，中华人民共和国邮电部发行了“植树造林，绿化祖国”邮票一套4枚。1981年，在邓小平的倡议下，第五届全国人大第四次会议通过了《关于开展全民义务植树运动的决议》。1990年3月12日，邮电部又发行了“绿化祖国”邮票一套4枚，第一枚为“全民义务植树”。2020年7月1日，新修订之《中华人民共和国森林法》實施，明确每年3月12日为植树节。
此外，部分省级行政区除全国性质的植树节外亦有单独的义务植树活动日/周/月。1985年3月，北京市根据胡耀邦的建议，将每年4月第一个星期日设为“首都全民义务植树日”。1986年4月6日，党和国家领导人在京集体植树活动首次从3月12日植树节调整至首都义务植树日。1994年，首都全民义务植树日改为4月第一个休息日。2006年，内蒙古自治区将每年4月10日至16日定为“义务植树周”。黑龙江省则在2012年12月14日通过的《黑龙江省全民义务植树条例》中，将每年4月中旬至5月中旬定为全民义务植树活动月。

## 各地植树相关节期
据联合国统计，现在世界上已有50多个国家设立了“植树节”。由于各国国情和地理位置不同，植树节在各国的称呼和时间也不相同，如：
- 1月15日： 埃及
- 细罢特月15日（约公历1、2月）： 以色列的“树木新年日”
- 3月2日：
- 3月12日： 中華民國、 中华人民共和国的“植樹節”
- 5月4日（原4月29日）： 日本 的“绿之日”
- 4月5日： “植木日”
- 4月最后一个星期五： 美国、 萨摩亚“植树节”； 加拿大“森林周”（持续一周）
- 7月第一个星期： 印度“全国植树节”（Van Mahotsava）
- 緬甸“植树月”
- 南斯拉夫“植树周”
- 冰島“学生植树日”
- 法國“全国树木日”